# Estación La Cumbre (Córdoba)
La Cumbre es una estación de ferrocarril ubicada en la localidad de La Cumbre del Departamento Punilla, provincia de Córdoba, Argentina.

## Ubicación
Se encuentra en el Km 559.4 del Ramal A1 del Ferrocarril General Belgrano. Este ramal presta servicios de pasajeros entre Capilla del Monte y Alta Córdoba dentro de la Ciudad de Córdoba.

## Servicios
Este ramal presta servicios de pasajeros entre Capilla del Monte y Alta Córdoba dentro de la Ciudad de Córdoba.

## Imágenes

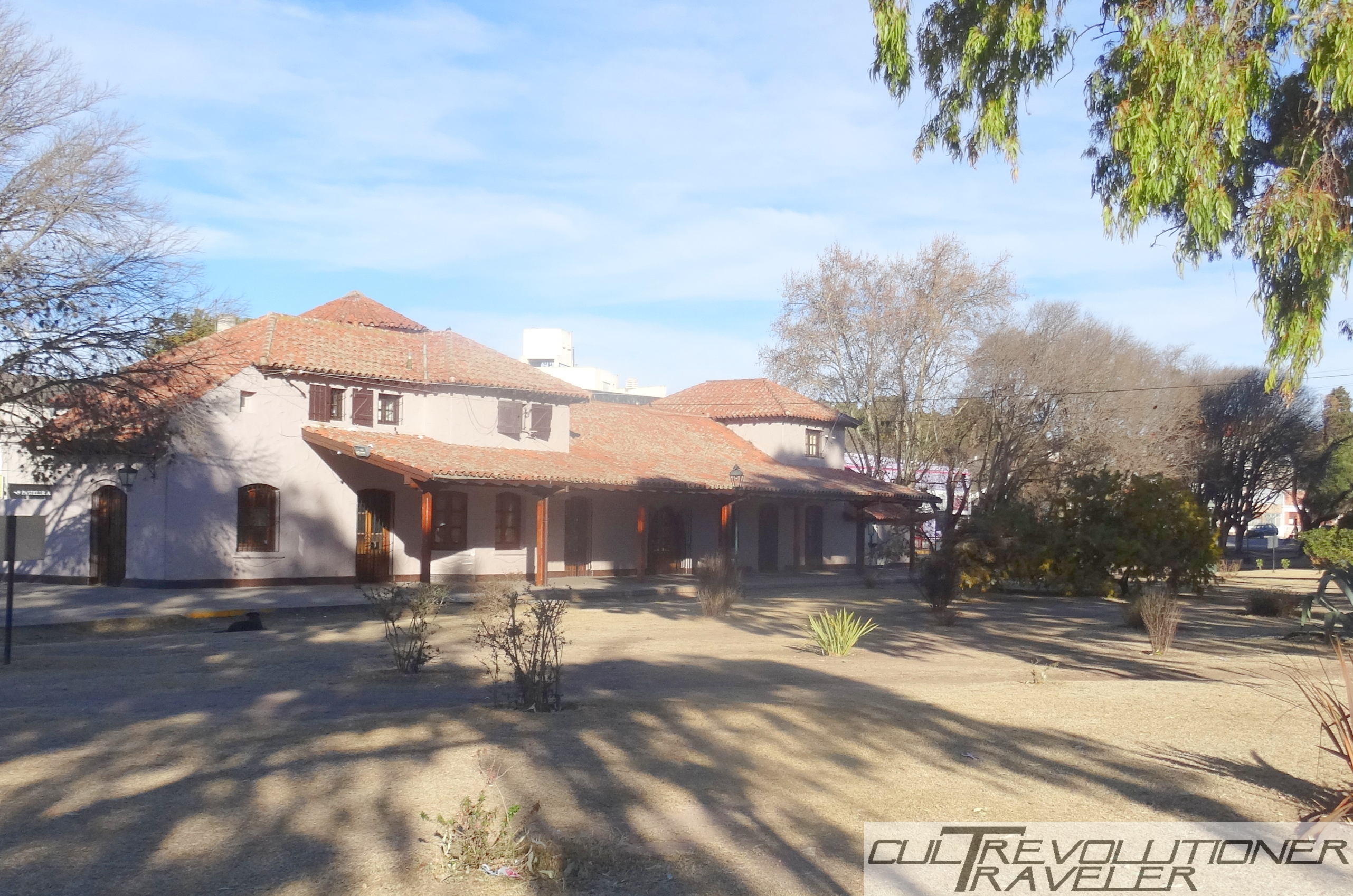
Estación La Cumbre
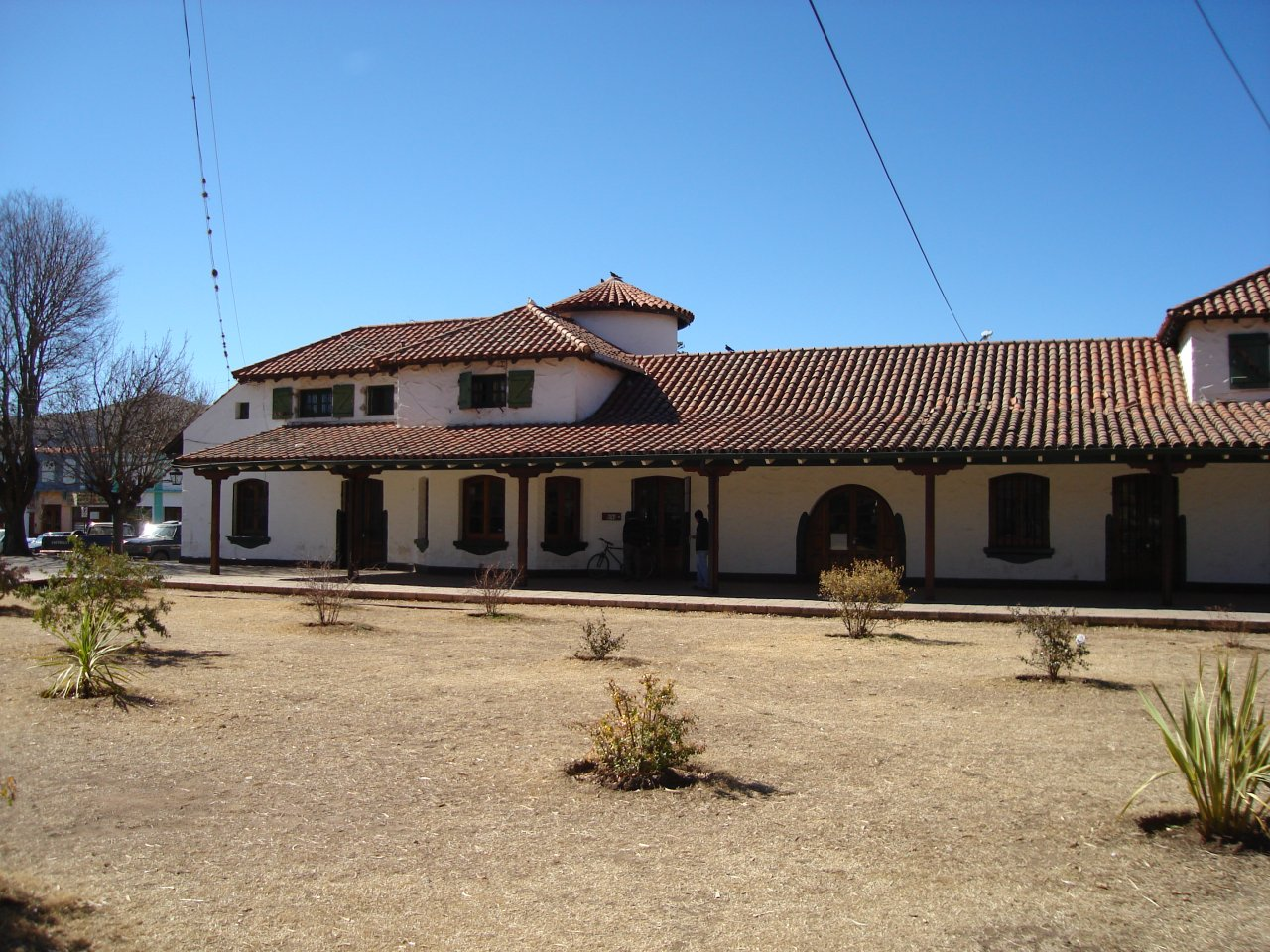
Frente de estación